# Marguerite Yourcenar (essai)
Pour l'écrivain, voir Marguerite Yourcenar.
 (février 2013).
Marguerite Yourcenar est un essai de l'essayiste et romancier Jean Blot sur l'œuvre de Marguerite Yourcenar paru en janvier 1980 aux éditions Seghers.

## Présentation
- Épigraphe :

« Juger ne va pas sans impertinence
ni s'abstenir sans lâcheté. »
- Question de méthode - les leçons du questionnaire
- Le critique : Thomas Mann, Constantin Cavafy et Piranèse
- Récitant et dramaturge : Pindare
- Le mythe et l'archétype
- Le romancier
- Le biographe
- Le poète
- Document et bibliographie

## Éditions
- Marguerite Yourcenar : une étude par Jean Blot, Seghers, coll. « Écrivains d'hier et d'aujourd'hui », 1971 (SUDOC 007194749)
- Marguerite Yourcenar, Seghers, 1980 (ISBN 2-221-50126-8, lire en ligne)